# Oberbrucher BC 09
Der Oberbrucher BC 09 (offiziell: Oberbrucher Ballspielclub 09 Heinsberg e. V.) ist ein Sportverein aus dem Heinsberger Stadtteil Oberbruch. Die erste Fußballmannschaft spielte 23 Jahre in der höchsten mittelrheinischen Amateurliga.

## Geschichte
Der Verein wurde im Jahre 1909 gegründet und schaffte im Jahre 1950 den Aufstieg in die Bezirksklasse. Diesem folgte allerdings der direkte Wiederabstieg. Erst 1956 gelang der Mannschaft der Wiederaufstieg in den Bezirksklasse, dem später auch der Aufstieg in die Landesliga folgte. 1968 schafften die Oberbrucher den Aufstieg in die Verbandsliga Mittelrhein, der seinerzeit höchsten Amateurliga. In der Verbandsliga erreichte die Mannschaft 1972 mit dem vierten Platz ihren sportlichen Zenit. In den folgenden Jahren kamen die Oberbrucher allerdings nicht mehr über Mittelmaß hinaus und mussten 1978 in die Landesliga absteigen.
Zurück in der Landesliga wurde der Oberbrucher BC 1972 noch einmal Dritter, ehe die Mannschaft 1988 Vizemeister hinter dem VfL Rheinbach wurde. Durch einen Entscheidungsspielsieg gegen die SpVg Frechen 20 gelang der Wiederaufstieg in die Verbandsliga, wo die Mannschaft 1990 und 1999 jeweils Vierter wurde. Im Jahre 2001 stieg die Mannschaft als abgeschlagener Tabellenletzter wieder in die Landesliga ab. Fünf Jahre später ging es hinunter in die Bezirksliga, wo die Oberbrucher prompt in die Kreisliga A durchgereicht wurden. Somit spielt der Oberbrucher BC 09 seit 2015 in der Kreisliga B, bevor die Mannschaft 2023 in die Kreisliga A aufstieg.

## Persönlichkeiten
- Wilhelm Bergstein
- Hans Coenen
- Tiago Estevão